# オットー・ブラウン

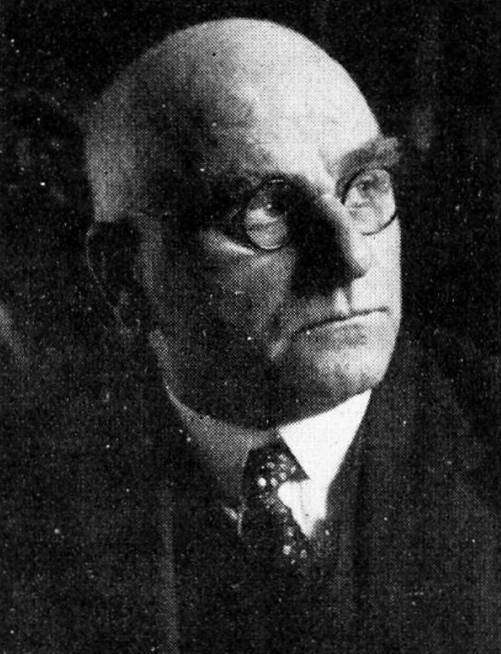
オットー・ブラウン

オットー・ブラウン（Otto Braun、1872年1月28日 - 1955年12月14日）は、ドイツの政治家。ヴァイマル共和国におけるプロイセン州首相。

## 経歴

### 初期の政治活動
東プロイセンのケーニヒスベルク（現ロシア領カリーニングラード）で生まれる。父親は靴職人だったが、没落して鉄道職員になっていた。石版印刷工見習いに就職、その後、16歳で身を投じた東プロイセンの労働運動で頭角を現した。ブラウンは身長190cmで目立って体格が良いばかりでなく、組織運営の才にも秀でており、複雑な内部事情を抱える集団をまとめる能力にすぐれていたためである。しかし弁舌は苦手としており、沈思黙考する性格で、聴衆を引きつける才能には劣っていた。社会主義者鎮圧法で禁止されていたドイツ社会民主党（SPD）に入党。最初はサンディカリスムに影響を受け、党内左派に属していた。
ケーニヒスベルクの労働者選挙同盟代表に就任し、ついで社会民主党系の雑誌の発行人および編集者となった。党の支援もなく資金が乏しい中、ブラウンの「ケーニヒスベルク人民新聞」は大きな成功を収め、特に農民層を取り込むことに成功した。以後ブラウンは農政専門家となり、ユンカー層と対決してゆく。またドイツ農民協会を設立し、地域健康保険組合の代表となり、ケーニヒスベルクの市議会議員に選出された。1892年には2か月の投獄を経験し、また1904年にはナロードニキに協力しロシア皇帝を倒す運動に協力したとして国家反逆罪で起訴されたが、無罪判決を勝ち取っている。
1898年にSPDの東プロイセン代表に就任。1905年には全国委員会の委員に選出されている。1911年にはSPD全国事務局の経理係となり、1917年まで在職した。SPDの幹部として1913年にプロイセン議会の議員に当選した。当初は党内左派に属していたが、のちのスパルタクス団やドイツ共産党に通じる人脈とは、その主張や目的が教条主義的で現実的ではないとして距離を置いていた。1914年に勃発した第一次世界大戦についても、党の多数派同様支持する姿勢を取っていた。1917年の1月ストライキに参加。1918年のドイツ革命ではベルリンの労働者・兵士レーテ（委員会）に選出された。しかしイデオロギー論争に無駄な時間を費やすレーテに失望した。
1919年にヴァイマル憲法の制憲議会議員に当選。その後も1933年までドイツ国議会議員を務める。SPDの中央指導部とは政策をめぐってしばしば対立し、特に独立社会民主党とSPDが再統合した後はそれが顕著になった。SPD党首だったオットー・ヴェルスとはライバル関係にあり、ブラウンはヴェルスを無責任と批判し、一方ヴェルスはブラウンは党と規約を尊重しないと批判していた。

### プロイセン州首相

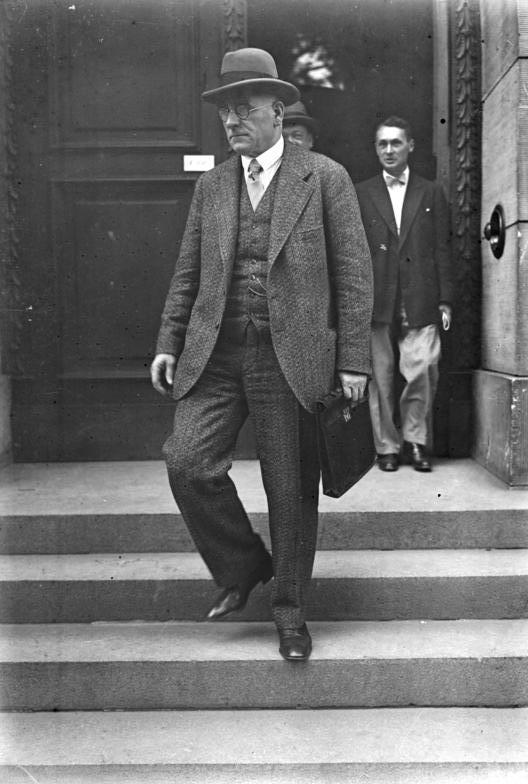
ブラウン（1930年）

ブラウンはプロイセン州議会議員も兼ねており、1918年にはパウル・ヒルシュの内閣でプロイセン州農相を務めた。農相として農地改革を目指し、復員兵に職業を与えようと試みたが、大土地所有者やユンカー層から激しい抵抗を受け失敗に終わった。1920年から1932年のほとんどの期間（1920年3月 – 1921年3月、1921年11月 – 1925年1月、1925年4月 – 1932年5月）においてプロイセン州首相の任にあり、首相交替が激しかった中央政府とは対照的だった。プロイセン州首相として、大土地所有者層とそれを支持基盤とするドイツ国家人民党との折衝、ポーランドとの国境問題、ポーランド系住民の権利問題、そして分離独立の動きがあったラインラント地方との折衝、とりわけ反抗的だったケルン市長コンラート・アデナウアーとの折衝、旧王家であるホーエンツォレルン家の私有財産処理などの問題にあたった。
ブラウン内閣は中央党、ドイツ人民党、ドイツ国家人民党などとの連立であり、特に中央党は連立内でも批判的であった。特に問題となったのが学校での宗教教育問題で、カトリックの中央党に対しSPDやドイツ民主党は公立学校での無宗教を主張していた。民主主義を断固擁護するブラウンの政治姿勢から、「プロイセン州がヴァイマル共和国の民主主義最後の砦」と言わしめた。一方で、非民主的・王党派の官吏や警察署長、県知事をほとんど交替させてしまった権威主義的なブラウンの州政府は「プロイセンのツァーリ」とも呼ばれていた。プロイセン警察は5万人の人員を擁し、暴動が頻発した1920年代末から1930年代始めにはほとんど準軍事組織として訓練されていた。
1925年にフリードリヒ・エーベルト大統領が急死した後、その後継としてSPDから大統領選挙に立候補したが、同じSPDとはいえエーベルトとブラウンは政策的に全く違う政治家だった。第一次投票で29％しか得票せず、第二次投票では中央党のヴィルヘルム・マルクスに譲った。しかしこの選挙で最終的に当選したのは、保守派が担ぎ出し途中から出馬したパウル・フォン・ヒンデンブルクだった。ヒンデンブルクとの関係は当初は悪くはなかったが、1929年10月にヒンデンブルクが名誉総裁を務める鉄兜団の活動を禁止すると、両者の関係は悪化した。ブラウンは台頭するナチスにも警戒を怠らず、ハインリヒ・ブリューニング内閣による全国での突撃隊禁止令を実現した。

### クーデター・亡命
しかし国政が混乱する中ブラウンの州議会での与党は漸減してゆき、1930年にはドイツ国家人民党とドイツ共産党が不信任決議案を提出、1931年には鉄兜団、ナチス、ドイツ国家人民党、ドイツ人民党、ドイツ共産党がブラウン内閣を倒そうと試みた。1932年4月の州議会選挙ではついに与党が過半数割れしたが、どの党派も多数派工作が出来なかったためブラウン内閣が臨時で職務を続けた。しかし7月20日、体調不良で入院していたブラウンの元にフランツ・フォン・パーペン首相の解任辞令書が届けられた。
パーペンは州議会選挙結果、ブラウン個人の体調不良、そしてハンブルクでの暴動で死者が出たことを、この違法な解任の大義名分とした。パーペンはプロイセン州首相を廃して自らプロイセン州総督（国家弁務官）に就任した。ブラウンの訴えに基づき、10月に最高裁判所はブラウンが正当な州首相であるとする判決を下したが、実権は失われたままになった。1933年1月30日にアドルフ・ヒトラー内閣が成立し、その直後の2月1日に国会を解散した。ナチスは政権を獲得した勢いに乗じて、プロイセン州議会も解散して国会との同日選に持ち込もうとしたが、2月4日にナチスが州議会に提出した解散動議は否決され、ワイマール憲法に基づき招集された州首相、州上院議長、州下院議長の三人会議でも2対1で否決された。形式的に州首相の地位に留まっていたブラウンは三人会議で解散に反対して最後の抵抗を示したが、2月6日に大統領令により罷免されパーペンが新たな州首相となり、結局は州議会は解散された。4月にはヘルマン・ゲーリングがプロイセン州首相（国家代理官）に就任した。
ヒトラー内閣が成立して間もない2月27日にドイツ国会議事堂放火事件が発生すると、身の危険を感じたブラウンは自動車でオーストリアに逃亡した。ついで保養地としてたびたび訪問していたスイスのアスコナに移った。しかしドイツでの財産をほとんど没収され、難病の妻を抱えていたブラウンは自宅を賃貸に出したが借り手が見つけられず、負債取り立てから逃れるためパリに逃亡した。1938年に自伝を出版し、またアスコナの自宅に借り手が見つかったためスイスに戻ったが、第二次世界大戦が勃発すると再び経済的苦境に立たされた。ほとんど寝たきりかあるいは物乞い同然の生活をしていたが、知人の助けで最低限の生活は出来るようになった。終戦後はSPD再建党大会参加のため西ドイツに戻ることはあったものの、政治活動に復帰することはなく、ロカルノで死去した。83歳。

## 人物・家族
自然を愛好し、州首相時代にはたびたび狩猟に赴いたため、左右の政敵から「貴族趣味」「成り上がり者」などと個人攻撃された。政策的には対立していたヒンデンブルク大統領とも、東プロイセンでの狩猟という共通の趣味の話題に花が咲いた。スイス亡命時代は畑仕事をしてジャガイモを栽培していた。
1890年頃に党活動で知り合い、1894年に結婚した一歳年上の妻エミーリエについてはほとんど記録が残っていない。のちにブラウンが州首相になってからも一切公の場に登場せず、無口で知られていたためである。しかし家庭ではブラウンを支え、またケーテ・コルヴィッツと親しかった。エミーリエは1927年に不治の病にかかり、ブラウンは献身的に看護した。ブラウンと妻の間には一男エーリッヒが生まれたが、第一次世界大戦中の1915年にジフテリアで戦病死した。息子の死にブラウンは打ちのめされたという。